# Pálffy Fidél (tárnokmester)
Vöröskői gróf Pálffy Fidél (?, 1788. augusztus 14. – Pozsony, 1864. március 12.) tárnokmester, főkancellár, aranykulcsos.

## Élete
Kezdetben a magyar helytartótanács tanácsosa volt, majd pedig a magyar udvari kancelláriában töltött be ugyanilyen tisztséget. Ezután Árva vármegye főispánja, majd főtárnokmestere, s az ún. Hétszemélyes Tábla bírájaként működött. 1828 és 1832 között Pozsony vármegye főispáni helytartója volt, majd pedig 1835-től 1838-ig főkancellár. Politikai beállítottságát tekintve radikális konzervatív volt, s intézkedéseivel rendszeresen ártott a korabeli magyar értelmiségnek, az országgyűlési ifjaknak, Wesselényi Miklósnak, s Kossuth Lajosnak, kit el is fogatott.